# Shahrestān di Asaluyeh
Lo shahrestān di Asaluyeh (in farsi شهرستان عسلویه) è uno dei 10 shahrestān della provincia di Bushehr, in Iran. Il capoluogo è 'Asalūyeh. Lo shahrestān è suddiviso in 2 circoscrizioni (bakhsh): 
- Centrale (بخش مرکزی شهرستان عسلویه)
- Chah-e Mobarak (بخش چاه مبارک)